# José María Galdos
José María Galdos fue un político peruano. 
En 1867, llegó al Cusco el ingeniero sueco John W. Nystrom quien procuró la formación de una sociedad metalúrgica y minera en el Cusco para impulsar la industria siderúrgica. En su expedición e informes, se menciona a Mesa, junto con otros terratenientes cusqueños como Pablo Umeres, Manuel Avelino y Mariano Orihuela, Pio B. Mesa, Pedro Mariano Miota, quienes no sólo ayudaron a Nystrom en sus expediciones sino que suscribieron acciones para la constitución de dicha empresa la que, sin embargo, no pudo concretarse ante la poca inversión realizada por los habitantes del Cusco.
En 1881, como diputado por la provincia de Calca. formó parte de la Asamblea Nacional de Ayacucho convocado por Nicolás de Piérola luego de la Ocupación de Lima durante la Guerra del Pacífico. Este congreso aceptó la renuncia de Piérola al cargo de Dictador que había tomado en 1879 y lo nombró presidente provisorio. Sin embargo, el desarrollo de la guerra generó la pérdida de poder de Piérola por lo que este congreso no tuvo mayor relevancia.
Fue elegido diputado por la provincia de Urubamba entre 1868 y 1871 durante el gobierno de José Balta.